# Новенькие (сериал)
«Новенькие» (до третьего сезона  — «Новенький») — российский молодёжный сериал, который поднимает не только тему буллинга, но и проблемы взросления и поиска себя, с которыми сталкиваются герои драмы.
В основу сериала «Новенький» легло несколько реальных историй, однако все персонажи являются вымышленными. Об этом заявила режиссёр сериала Оксана Барковская, комментируя связь картины с реальной историей пропажи смоленского подростка Влада Бахова (напомним, Влад Бахов исчез весной 2019 года, тело на месте пропажи удалось найти лишь в январе 2020 года. Родственники пропавшего заявили, что тело могли подбросить. Виновные в гибели подростка, если таковые были, пока не определены). «В основу нашего сериала легло несколько реальных историй, но все персонажи и вся наша история вымышленная. Это собирательные образы», — подчеркнула режиссёр. «Истории Влада Бахова, как таковой, в сериале „Новенький“ нет. Когда я делала заявление по поводу „лежит в основе“, я имела в виду исключительно то, что подобных историй, как история Влада Бахова, в нашей стране (и, собственно, не только в нашей) происходит очень много. Подростки бесследно исчезают, и часто причиной их исчезновения является буллинг», — добавила Оксана Барковская. Режиссёр пояснила, что в сериале будет показана история московского мальчика, который приехал из Москвы и столкнулся с буллингом.
Сериал снят при поддержке Института развития Интернета. Серии «Новенького» одновременно транслировались на официальном канале сериала в многоканальной сети Star Media, на площадке онлайн-кинотеатра Start, а также в официальной группе сериала в социальной сети ВКонтакте. Согласно статистике просмотров первого сезона, менее чем за 2 месяца его посмотрели более 20 миллионов человек, причём не только в России, но и в Японии. На волне успеха первой части сериал было решено продлить на второй сезон.
После того, как сериал посмотрели подписчики платформы Start, серии первого сезона выкладывались на специальный канал «Новенький» в YouTube, который меньше чем за месяц получил около 200 тысяч подписчиков и «Серебряную кнопку хостинга». Планируется, что после показа сериала на этом канале будут регулярно публиковать интервью с известными людьми — деятелями искусства, спорта, и др. — в которых они будут рассказывать о своём опыте травли, и о том, как удалось или не удалось справиться с этим..
Премьера сериала состоялась 11 октября 2020 года. Второй сезон вышел в свет 12 августа 2021 года. 10 августа 2022 года стартовал показ третьего сезона сериала. 24 августа 2023 года начался показ четвёртого и заключительного сезона.
1 августа 2024 года вышел сериал «Трудная», который является продолжением истории Влады. 14 февраля 2025 года официальное сообщество сериала в социальной сети «ВКонтакте» объявило о разработке продолжения сериала. 

## Сюжет
1-й сезон: «Куда пропал новенький и кто в этом виноват?»
Московский 16-летний школьник Максим Плетнёв переезжает в провинциальный Юровск, где становится жертвой травли одноклассников. Исчезновение новенького переворачивает тихую жизнь городка с ног на голову и вскрывает ложь подростков и неприятные секреты взрослых.
2-й сезон: «Второй шанс»
Неожиданное сообщение, которую получают герои в конце первого сезона, доказывает, что Макс всё-таки жив. Однако его загадочное возвращение становится поводом для расследования другой, ещё более страшной тайны. События, случившиеся в Юровске в 1980-х, раскроют секреты взрослых, которые замалчивались более 30 лет. Возможно, не все взрослые здесь те, за кого себя выдают.
3-й сезон: «Новенькие»
Прошло полтора года после событий первых двух сезонов. Макс и его одноклассники окончили 11 класс и разъехались по разным городам. Но первый год после школы — самый сложный в жизни вчерашнего подростка. Для самой веселой девчонки из компании, Леры, он заканчивается попыткой самоубийства. Чтобы разобраться в том, что произошло, Макс и остальные возвращаются в Юровск. Выясняется, что свои тайны и секреты были не только у Леры, но и у каждого из 14 героев, только начавших взрослую жизнь. Теперь им предстоит узнать, как получить реальный аттестат зрелости.
4-й сезон: «Бунт против взрослых»
Макс, отслужив в армии, ради чего бросил престижный вуз, возвращается и женится на Соне. Вот только девушка почему-то не счастлива и, забрав маленького сына, уходит к своему другу Диме. Именно он был рядом с ней в трудное время, и теперь их дружба переросла в нечто большее. Однако прежде чем герои разобрались, кто будет воспитывать малыша — его похищают прямо с детской площадки. Соня подозревает Макса. Чтобы найти ребёнка, они возвращаются в Юровск.

## В ролях

### Основной состав
- Глеб Калюжный — Максим Плетнёв, москвич, переехал с мамой в Юровск из-за развода родителей. Подвергается буллингу со стороны одноклассников и бесследно пропадает при невыясненных обстоятельствах. После своего возвращения мирится с одноклассниками. В 3 сезоне становится мужем Сони, вскоре у них рождается сын.
- Анна Демидова — Соня Рябова, неформальный лидер класса и зачинщица не одной травли. Беспринципная, жестокая. Чувствует себя безнаказанной благодаря отцу — начальнику местного ГУВД. После расставания с Егором влюбляется в Плетнёва. В 3 сезоне становится женой Плетнёва и рожает ему сына.
- Виталий Щербина — Егор Смирнов, стремится к лидерству, парень с завышенным самомнением. Уверен, что ему равных нет. Не может позволить себе быть вторым.
- Елизавета Запорожец — Лера Сотникова, девочка из благополучной с виду семьи. Средних способностей, но мечтает о большем. Не случайно она стала подругой «примы» класса Сони.
- Иван Рысин — Петя Василевский, юркий, предприимчивый, наблюдательный. Хочет лёгкой жизни и ни в чём не нуждаться. Считает, что в жизни необходимы не образование, а связи.
- Екатерина Абразакова — Настя «Батут» Лосева, красивая, но поверхностная. Никто не воспринимает её всерьёз. Одноклассники потешаются над её накаченными губами.
- Иван Непомнящий — Миша «Михей» Яковлев, парень из простой семьи, которой стыдится. С виду добродушный, но в глубине души завистливый и злой.
- Артём Давыдов — Хантемир, борец. Будущее связывает исключительно со спортом и живёт одним днём. Его отец, как и другие взрослые, умалчивает о мрачных секретах города.
- Ярослав Костопыринский — Василий, спортсмен, друг Хантемира. Сидит с ним за одной партой, занимается в одной секции и ездит на соревнования. Простодушный, недалёкий и мало интересуется жизнью класса.
- Анка Бессонова — Алина Мухина, девушка Саши, которого она предпочитает своим маргинальным родителям. Во всём его слушается и скрывает от всех, что их отношения совсем не такие, какими кажутся. В 3 сезоне уходит в монастырь, но в конце сезона оказывается задержана.
- Иван Лаврухин — Саша, привык жить без надзора взрослых и считает, что каждый получает то, что заслуживает. Парень Алины. Эта пара занята только собой и ни во что не вмешивается.
- Анастасия Могучева — Ася Коваль, всегда и всюду ходит вместе с Катей, за что девочек прозвали «подружками-твикс». Тихая, неприметная, старается учиться.
- Елизавета Говорова — Катя Морозова, подруга Аси. Привыкла принимать все решения на двоих. В классе считается человеком второго сорта. Держится особняком и в травле не участвует.
- Алёна Васина — Рита, новенькая. Сменила семь школ. Её поведение далеко не всегда устраивало школьное руководство. Уверенная в себе, умеет постоять за себя и за других.
- Анар Халилов — Дима, бариста. Проявляет интерес к Соне Рябовой.
- Кира Медведева[7]

### Второстепенный состав
- Василий Симонов — Кирилл Алексеевич, москвич, школьный детский психолог. После исчезновения Максима начал вести собственное расследование вместе с Крыловой, так как заметил ложь в показаниях подростков.
- Дарья Щербакова — Ирина Львовна Крылова, учительница литературы. Помогает психологу найти разгадку в пропаже Плетнёва-младшего.
- Сергей Бородинов — Андрей Плетнёв, отец Максима и успешный влиятельный бизнесмен.
- Екатерина Виноградова — Татьяна Плетнёва, мать Максима. Уехала из Москвы от мужа из-за измены, но позже простила его ради воссоединения семьи и счастья сына.
- Максим Дромашко — Павел Андреевич Рябов, отец Сони, полковник и начальник местного ГУВД.
- Екатерина Мадалинская — Ксения Николаевна Красникова, майор / подполковник, инспектор ПДН и любовница Рябова. Также состоит в романтических отношениях с Романом.
- Василий Мищенко — Леонид Петрович Бессонов, бывший владелец завода.
- Александр Лымарев — Роман, сын директора завода в Юровске. Угрожал Андрею Плетнёву похищением сына и жены, влюблён в Ксению.
- Ольга Лебедева — Галина Ивановна, директриса школы, которая всеми силами пытается остаться на своём месте.
- Полина Степанова — Аня Зуёнок, жертва буллинга и бывшая ученица школы. После травли со стороны Сони Рябовой и её компании девочка наглоталась таблеток и решила самостоятельно уйти из жизни. Благодаря родной бабушке и соседу Анне удалось выжить.

## Сезоны
| Сезон | Сезон | Эпизоды | Оригинальная дата выхода | Оригинальная дата выхода |
| Сезон | Сезон | Эпизоды | Премьера сезона          | Финал сезона             |
| ----- | ----- | ------- | ------------------------ | ------------------------ |
|       | 1     | 7       | 11 октября 2020          | 20 ноября 2020           |
|       | 2     | 8       | 12 августа 2021          | 30 сентября 2021         |
|       | 3     | 9       | 10 августа 2022          | 28 сентября 2022         |
|       | 4     | 9       | 24 августа 2023          | 5 октября 2023           |

## Список эпизодов

### Сезон 1 (2020)
| № | Название  | Дата премьеры   |
| --- | --------- | --------------- |
| 1 | «1 серия» | 11 октября 2020 |
| События разворачиваются в небольшом провинциальном городке Юровске, куда главный герой Максим Плетнев переезжает с матерью из Москвы, после ссоры с мужем, отцом Макса. В первой серии мы знакомимся с основными персонажами сериала. |           |                 |
| 2 | «2 серия» | 16 октября 2020 |
| Мы ближе знакомимся с Соней Рябовой – главной зачинщицей травли Ани Зуенок. И понимаем, что с пропавшим Максом у неё были непростые отношения. Сонин папа – начальник местного ГУВД, Павел Андреевич Рябов организовывает отправляет в школу следователя Ксению Николаевну Красникову, которая будет вести опрос детей в присутствии психолога. Кирилл Алексеевич, сначала равнодушный к истории пропавшего мальчика, замечает, что Соня что-то скрывает. В лесу идут поиски Макса. |           |                 |
| 3 | «3 серия» | 23 октября 2020 |
| Мы ближе знакомимся с Егором Смирновым. У него хорошие отношения с матерью, но даже ей он не говорит о том, что произошло на поляне и куда пропал Макс. У Егора тоже были сложные отношения с Максом Плетнёвым. До появления Максима лидером класса был Егор. Но с появлением новенького всё изменилось. Отец Макса, Андрей Плетнёв, который организовал поиски сына, пытается завершить не совсем чистую сделку по приобретению местного завода. Сын директора завода угрожает Плетнёву. Тот подозревает, что сына могли похитить. |           |                 |
| 4 | «4 серия» | 30 октября 2020 |
| Мы узнаём о жизни ещё двух одноклассников Максима – Леры и Пети. У Леры пьющий отец, провизор местной аптеки, который приторговывает сильнодействующими таблетками и у девочки есть к ним доступ. У Пети в семье постоянно не хватает денег, отец не работает, мать тянет семью на себе. Её брат – состоятельный человек, директор завода, которым пытается завладеть Андрей Плетнёв. В озере находят обезображенный труп. Андрея и Татьяну Плетневых вызывают на опознание. Татьяна по одежде определяет, что это не их сын. |           |                 |
| 5 | «5 серия» | 6 ноября 2020   |
| Соня собирает всех ребят в гараже. Она узнаёт у Пети, что он вытащил карту Плетнёва из его рюкзака на поляне. Кирилл Алексеевич делится своими мыслями и подозрениями с Крыловой. Вместе они едут к маме Леры – Тамаре Сотниковой, чтобы поговорить с ней. В процессе разговора они понимают, что Сотникова занята только работой и её совсем не волнует, что происходит в жизни дочери. |           |                 |
| 6 | «6 серия» | 13 ноября 2020  |
| Прозвище Насти Лосевой приклеилось с лёгкой руки Макса, который так назвал её за увеличенные губы и пышный бюст. Настя, которая рассчитывала на совсем другое внимание со стороны Макса, обижена на него. Мы узнаём, что сначала Михей пытался подружиться с новеньким, но ничего не получилось. Возвращаясь из школы с Максом, они встретили подвыпившую мать Михея. Она запрещает сыну общаться с Плетнёвым, узнав, что он сын её бывшей одноклассницы Татьяны. Надежда затаила обиду на Татьяну, когда-то та отбила у неё парня. Макс и Михей ссорятся. В лесу Михей подговорил Настю попробовать соблазнить новенького, а потом отказать ему. Он собирался записать это на телефон, чтобы потом выложить видео в сеть, но план сорвался. Михей дерётся с Максом и бьёт его со спины палкой. В заброшенном здании в лесу находят кроссовки. Мать Макса подтверждает, что это кроссовки сына. Саша и Алина встречаются с 9 класса, они фактически живут вместе. Родители Алины – алкоголики, в детстве ей частенько нечего было есть. У Саши нет родителей, только бабушка, которая большую часть времени проводит на даче. Он рано научился быть самостоятельным. Эти дети ведут взрослую жизнь. В Юровск приезжает московский следователь. |           |                 |
| 7 | «7 серия» | 20 ноября 2020  |
| Московский следователь видит нарушения. Он вызывает на допрос в ГУВД Сашу и Алину, единственных, кого не успели опросить в школе. Их допрашивают на детекторе лжи. Следователь сразу отмечает, что они говорят неправду. Действия почти каждого героя могли привести к гибели Макса. Но что же случилось на самом деле? |           |                 |

Спецвыпуск № 1:
Первый сезон также включает в себя дополнительную восьмую серию «Послесловие» в качестве специального выпуска, рассказывающего о том, как актёры и участники съёмочной группы сталкивались с буллингом. Эксперты и психологи дадут рекомендации тем подросткам, которые в данный момент столкнулись с травлей.

### Сезон 2 (2021)
| № | Название  | Дата премьеры    |
| --- | --------- | ---------------- |
| 1 (8) | «1 серия» | 12 августа 2021  |
| Старшеклассник Максим Плетнёв, чьё исчезновение всколыхнуло весь город, выходит на связь. С его возвращением вопросов меньше не становится. Где он был всё это время и виновны ли в произошедшем одноклассники? Для кого-то случившееся — тема для диссертации, а для кого-то повод для личного расследования. Пока Соня, зачинщица травли против новенького, прячется от всех, её одноклассники решают разобраться во всём сами. Ответы стоит искать не здесь и сейчас, а в прошлом. Что-то плохое случилось в Юровске много лет назад. |           |                  |
| 2 (9) | «2 серия» | 19 августа 2021  |
| Ребята собираются в заброшенном здании. После пережитого они начинают задумываться о собственных интересах и больше не могут носить прежние маски. Одноклассники встречают Макса, который хочет забрать что-то важное. Он впервые нарушает молчание. Взрослые требуют, чтобы подростки держались от заброшки подальше — это гиблое место. Ксения просит своего любовника Рябова прикрыть её, но он в первую очередь должен позаботиться о дочери.                                                                                        |           |                  |
| 3 (10) | «3 серия» | 26 августа 2021  |
| Периферия меняет людей, но не все готовы в этом признаться. Оставив работу школьного психолога и вернувшись в Москву, Кирилл Алексеевич выслушивает упрёки отца-хирурга. Тот не считает подростковый буллинг достойной темой для диссертации. А жертва этого самого буллинга, Макс, возвращается в свою старую школу. Но долгожданная встреча с одноклассниками вызывает смешанные чувства. За год многое изменилось. Изменился и сам Макс. Иногда прошлое должно оставаться в прошлом.                                                  |           |                  |
| 4 (11) | «4 серия» | 2 сентября 2021  |
| Школьники собираются на последнем звонке и строят планы на лето. Кирилл Алексеевич понял, что его место в школе. Не только он вернулся в Юровск. Одноклассники удивлены появлению Макса. Но настоящий сюрприз ждёт их впереди. Парень расскажет, что с ним произошло на самом деле и какое отношение это имеет к истории, которая разворачивалась в стенах спортивного интерната много лет назад. На этом новости не заканчиваются. В школе появляется новая ученица.                                                                    |           |                  |
| 5 (12) | «5 серия» | 9 сентября 2021  |
| Отношения Алины всегда вызывали зависть одноклассниц. Но за красивой картинкой скрывается неприглядная правда. Девушке нужна помощь, а просить её не у кого. Но новенькую, Риту, спрашивать и не нужно. Она готова постоять за себя и других. Не только слабым бывает нужна поддержка. Столкнувшись с предательством друзей, Соня обращается к единственному, кому она может рассказать всю правду. Макс всё больше погружается в своё расследование и пытается узнать о личности таинственного Читона.                                  |           |                  |
| 6 (13) | «6 серия» | 16 сентября 2021 |
| Максу нужна помощь в расследовании убийства в интернате. И просит он её у потрепавшей ему нервы Сони, к её большому удивлению, а также у того, кто предпочитает не думать о прошлом. Не все ребята проводят каникулы, раскрывая мрачные тайны Юровска. Петя, например, устал быть просто другом и рассчитывает на нечто большее. И первые шаги к этому уже сделаны. А у новенькой сразу два кавалера. А в голове у неё отнюдь не любовь, а месть.                                                                                        |           |                  |
| 7 (14) | «7 серия» | 23 сентября 2021 |
| Идти к своей цели и никого не слушать способен не каждый. Но вовремя остановиться у черты и не совершить ошибку — ещё сложнее. Макс хочет знать больше о трагедии в спортинтернате, которая перекликается с его собственной историей. Но для этого нужно получить доступ в полицейский архив. И школьный психолог Кирилл Алексеевич знает, как ему помочь. А одноклассницам Алины помощь не нужна. Скорее тому, кто перешёл им дорогу.                                                                                                   |           |                  |
| 8 (15) | «8 серия» | 30 сентября 2021 |
| Все мы ошибаемся. Но вопрос в том, какова цена этой ошибки. Новенькая надоумила одноклассниц избить Сашу, чтобы он на себе прочувствовал, что значит быть жертвой. Но они не единственные, перед кем он должен ответить. Макс собирает ребят на заброшке: он готов рассказать подробности страшной истории тридцатилетней давности. Но правда не будет раскрыта до конца, если на эту встречу не явится тот, кто был участником этих событий.                                                                                            |           |                  |

Спецвыпуск № 2:
Девятый документальный эпизод второго сезона, основной темой которого выступает абьюз.

### Сезон 3 (2022)
| № | Название  | Дата премьеры |
| --- | --------- | ------------- |
| 1 (16) | «1 серия» | 2022          |
| Макс и его одноклассники оставляют школу позади. В новом мире они все — новенькие. А проблемы у вчерашних школьников совсем недетские.       |           |               |
| 2 (17) | «2 серия» | 2022          |
| Первой любви противостоят первые трудности, и Максу об этом известно. А следователю не помешает узнать больше о прошлом одноклассников Леры. |           |               |
| 3 (18) | «3 серия» | 2022          |
| Детские мечты часто разбиваются о взрослую жизнь. Одноклассники Леры должны срочно решить, что рассказать на допросе, а о чем — умолчать.    |           |               |
| 4 (19) | «4 серия» | 2022          |
| Большой город снимает маски, превращая подруг в соперниц, а любимых — в чужих. Макс и Соня скрывают правду от следователя и друг...          |           |               |
| 5 (20) | «5 серия» | 2022          |
| Соня пропала. Макс ищет ее в Юровске. «Неформальные» беседы со следователем продолжаются: объясняться придется сразу троим.                  |           |               |
| 6 (21) | «6 серия» | 2022          |
| Рябов готов перевернуть всю Москву, чтобы найти пропавшую дочь, а подполковник Красникова — в поисках новых улик. Там ли они ищут?           |           |               |
| 7 (22) | «7 серия» | 2022          |
| Лера знала слишком много секретов, но кто знал ее тайны? Чем дольше расставание Макса с Соней, тем больше шансов, что они оба найдут замену. |           |               |
| 8 (23) | «8 серия» | 2022          |
| Ребята собираются в палате у Леры. Не хватает лишь пятерых — и один из них виновен в том, что случилось.                                     |           |               |

Спецвыпуск № 3:
Актеры и создатели сериала делятся закадровыми историями со съемок, а также рассказывают, как сами пережили первый год после школы.

### Сезон 4 (2023)
| № | Название  | Дата премьеры   |
| --- | --------- | --------------- |
| 1 (24) | «1 серия» | 24 августа 2023 |
| Пришло время по-настоящему повзрослеть. Макс и Соня стали родителями, впереди очередной «экзамен» — свадьба.                                 |           |                 |
| 2 (25) | «2 серия» | 2023            |
| Макс и Соня не справились с семейной жизнью. Двойку никто не поставит, но что-то решать придется. И первый вопрос — с кем останется ребенок? |           |                 |
| 3 (26) | «3 серия» | 2023            |
| Плетневы и Рябовы винят друг друга в исчезновении общего внука. Соня подозревает заклятую соперницу, но и у нее самой был мотив.             |           |                 |
| 4 (27) | «4 серия» | 2023            |
| Лера — на допросе, а следствие — в тупике. Но Макс получает новую зацепку, которая напрямую ведет к Рябову-старшему.                         |           |                 |
| 5 (28) | «5 серия» | 2023            |
| Осечка с подозреваемым. Противостояние Сони и Макса набирает обороты, но одного из них больше заботит материальный вопрос, чем...            |           |                 |
| 6 (29) | «6 серия» | 2023            |
| Соня теряет последнюю опору, а Макс — надежду. Появление давнего знакомого в городе застает участников следствия врасплох.                   |           |                 |
| 7 (30) | «7 серия» | 2023            |
| Дети платят за грехи родителей. Даже в наручниках бывшая одноклассница Сони хранит молчание. Как заставить ее говорить?                      |           |                 |
| 8 (31) | «8 серия» | 2023            |
| Похищение ребенка, как и исчезновение Макса когда-то, заставило многих в Юровске сделать выбор. Месть или прощение, прошлое или будущее?     |           |                 |

Фильм о фильме:
Игры кончились. Каким вышел финальный сезон сериала на самые актуальные и острые темы и чем так важен бунт против взрослых?

## Саундтрек
1 сезон
- МС Сенечка — Лоу Лайф (2018)
- МС Сенечка — Брейкбит (2019)
- МС Сенечка — Суббота (2018)
- Глеб Калюжный, Эфдивадим — «Облака» (2020)
- Глеб Калюжный — ЧБ (2020)
- Глеб Калюжный — Боль (prod. by ЭфдиВадим) (2020)
- Глеб Калюжный — Слёзы расплываются по лицу (2020)

2 сезон
- Дана Соколова — Только вперёд (2016)
- Глеб Калюжный — Яд (prod. by Alan Galit & ЭфдиВадим) (2020)
- Глеб Калюжный — Баланс (2021)
- Глеб Калюжный — Антидот (2021)
- Тося Чайкина — Манифест (2019)
- Поля Дудка feat. Сеня Андронов — Лучший друг (2019)
- Рома Жуков — Я люблю вас, девочки (1989)

4 сезон
- Фраза — Детские игры (2023)
- Асия — Дикий (2021)
- Асия — Говори (2023)
- Асия — Звонок (2022)
- Асия — Лекарство от одиночества (2021)
- Асия — Детство (2023)